# Reserva natural Sijoté-Alín
La reserva natural Sijoté-Alín (en ruso, Сихотэ-Алинский заповедник - Sijoté-Alín zapovédnik) es una reserva de la biosfera en el krai de Primorie, Rusia. Se creó el 10 de febrero de 1935 para proteger la población de marta cibelina. La reserva natural Sijoté-Alín se encuentra en una divisoria de aguas y las laderas orientales de Sijoté-Alín central, en los distritos Terneiski y Krasnoarmei y la zona del ayuntamiento de Dalnegorsk. En el 2001, la Unesco inscribió la Reserva natural Sijoté-Alín como Patrimonio de la Humanidad, como parte del sitio natural Sijoté-Alín central.
La extensión de este zapovédnik es de 401.428 ha (2900 ha son de agua). El punto más alto es el monte Glujomanka con 1.598 metros de altura.
La caza y la pesca en la reserva natural de Sijoté-Alín, está prohibida. También son ricas la flora y la fauna de la reserva.